# Thomas A. Edison (U-Boot)
Die Thomas A. Edison, auch USS Thomas A. Edison (Kennung: SSBN-610 / SSN-610), war ein atomgetriebenes U-Boot mit ballistischen Raketen der Ethan-Allen-Klasse der United States Navy, das von 1962 bis 1983 in Dienst stand. Sie war nach dem berühmten Erfinder Thomas Alva Edison benannt.

## Geschichte
SSBN-610 wurde 1959 in Auftrag gegeben und noch Ende des Jahres bei Electric Boat auf Kiel gelegt. Nach einer Bauzeit von gut über einem Jahr lief sie vom Stapel und wurde von Mrs. Madeleine Edison Sloane getauft. Im März 1962 konnte die Thomas A. Edison in Dienst gestellt werden.
Die ersten Jahre der Laufbahn operierte das U-Boot aus der Basis Holy Loch in Schottland, erst 1966 erreichte die Edison wieder die Vereinigten Staaten, als in der Charleston Naval Shipyard die erste Überholung anstand. Im Anschluss, ab 1968, verlegte das Boot wieder nach Europa, ihr Heimathafen wurde Rota in Spanien. Ab 1973 wurde das Boot der Pazifikflotte zugeteilt, noch im selben Jahr fand in der Mare Island Naval Shipyard eine Überholung und Modernisierung des Raketenkomplexes statt. Im Anschluss an die folgenden Testfahrten wurde die Edison in Apra Harbor, Guam stationiert.
1981 wurde der Raketenkomplex in Übereinkunft mit SALT I deaktiviert, das Boot fuhr danach, vor allem in U-Jagd-Übungen, weiter als Jagd-U-Boot SSN-610. Im November 1982 kollidierte das Boot beim Auftauchen mit der Leftwich, wobei sie schwer beschädigt wurde. In der United States Naval Base Subic Bay wurde das Schiff untersucht und fuhr schließlich an der Wasseroberfläche zurück in die Vereinigten Staaten. Dort wurde das Boot nicht mehr repariert, sondern am 1. Dezember 1983 offiziell außer Dienst gestellt und bis 1997 im Ship-Submarine Recycling Program in der Puget Sound Naval Shipyard abgebrochen.
Die Thomas A. Edison war das einzige nuklearbetriebene Raketen-U-Boot, das 22 Jahre ein Steinway-Klavier normaler Größe mit sich führte (1961–1983).